# Wilfred Bion

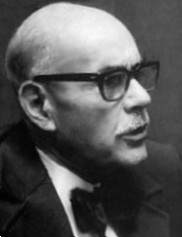
Wilfred Bion

Wilfred Ruprecht Bion (Mathura, 1897 — Oxford, 1979) foi um psicanalista britânico, pioneiro em dinâmica de grupo.
Escreveu Experiências com Grupos (Londres: Tavistock, 1961), uma importante guia  para os movimentos da psicoterapia de grupo e de encontro de grupo que começaram nos anos 1960, e transformaram-se rapidamente na pedra-de-toque para o trabalho de aplicações da teoria do grupo em uma larga variedade de campos. O pensamento geral de Bion enquadra-se no pensamento da escola da Teoria das Relações Objetais.

## Biografia
Wilfred Bion passou a infância na Índia. Aos oito anos passou a viver em um pensionato na Inglaterra e nunca mais retornou a Índia, que amava. Seus anos na escola da preparação foram os mais infelizes. A uma criança de 8 anos deve ter parecido como se alguma volta incompreensível e desastrosa do destino o tinha privado dos pais, do repouso e da luz do sol, e tinha-o despejado em uma terra estrangeira habitada por meninos pequenos, repugnantes e malditos com o mesmo maldito clima. Foi somente mais de três anos depois que viu sua mãe outra vez - e então, momentaneamente, não a reconheceu. No tempo que entrou na escola sênior já se tinha adaptado bem, "juntou-se ao inimigo" e apreciou os cinco anos seguintes. Disse sempre que o que o conservou foram seu tamanho grande, sua força física e habilidade atlética.
Saiu da escola em 1915, imediatamente antes do seu 18º aniversário, e juntou-se ao Regimento Real de Tanques em 1916, durante a Primeira Guerra Mundial. Serviu na França e  esteve no serviço ativo até o fim da guerra.  Recebeu o DSO (Distinguished Service Order), e a Legião de Honra. Subseqüentemente, estudou história no Queen's College da Universidade de Oxford e medicina na University College London. Bion dedicou-se muito a natação e o rugby, e tornou-se excelente desportista. 
Formado em medicina, seu interesse na psicanálise aumentou. Submeteu-se então, a um treinamento em análise supervisionado pela psicanalista Melanie Klein - pioneira no estudo da relação mãe e filho, na idade de latente - que influenciou o pensamento de Bion.
Bion foi psiquiatra no exército britânico durante a Segunda Guerra Mundial, trabalhando em maneiras de melhorar a seleção dos oficiais e tratando vítimas. É conhecido particularmente pelo seu trabalho no Tavistock Institute, em Londres. De seu trabalho com o exército, reteve um foco em indivíduos e em grupos.
Melanie Klein não era simpática ao seu trabalho com grupos: em sua opinião estava em contradição com o trabalho analítico. Ela suspeitava de algumas de suas teorias psicanalíticas, embora reconhecesse finalmente sua validez. Bion, por seu lado, não considerava o trabalho com grupos como divorciado totalmente daquele da análise.
Durante a guerra, casou-se uma atriz bem conhecida, Betty Jardine, que morreu tragicamente quando sua filha nasceu em 1945. Assim no fim da guerra estava aflito, com um bebê para cuidar, muito pouco dinheiro e nenhuma renda regular. Foi liberado do serviço para cuidar da criança. Sua educação era difícil. Tornou-se estranha a ele e foi-se para a Itália com 17 anos. Reconciliaram-se mais tarde e ela veio a ser uma psicanalista considerada, mas morreu prematuramente em um choque de carro em 1998.
Bion apaixonou-se por Francesca, que se tornou sua segunda esposa. Existe um volume de suas cartas ardentes que foram publicadas em um segundo volume de sua autobiografia: Todos os meus Pecados de Amor Recordados (1985).
Durante os anos 40, produziu seu trabalho abrindo caminho na dinâmica de grupo, sendo Experiências com Grupos o ápice desse trabalho. Abandonando seu trabalho neste campo no favor da prática psicanalítica, elevou-se subseqüentemente à posição do diretor da Clínica de Psicanálise de Londres (1956-1962).
Mais tarde tentou compreender os pensamentos e o pensar a partir de um método matemático e científico, acreditando existir preconceitos no vocabulário existente. Mais tarde ele abandonou a aproximação matemática e científica para uma compreensão mais estética e intuitiva, acreditando que a experiência da verdade entre o psicanalista e o paciente era algo quase místico.
De 1962 até 1965, Bion foi presidente da Sociedade Psicanalítica Britânica. 
Passou seus últimos anos em Los Angeles, Califórnia. Realizou diversos seminário no Brasil a partir da década de 1970, influenciando profundamente diversos profissionais da área.

## Obras publicadas por Bion
- _____. (1940). The war of nerves. In Miller and Crichton-Miller (Eds.), The Neuroses in War (pp.180 - 200). London: Macmillan, 1940.
- _____. (1943). Intra-group tensions in therapy, Lancet 2: 678/781 - Nov.27, 1943, in Experiences in Groups (1961).
- _____(1946). Leaderless group project, Bulletin of the Menninger Clinic, 10: 77-81.
- _____ (1948a). Psychiatry in a time of crisis, British Journal of Medical Psychology, vol.XXI.
- _____ (1948b). Experiences in groups, Human Relations, vols. I-IV, 1948-1951, Reprinted in Experiences in Groups (1961).
- _____ (1950). The imaginary twin, read to the British Psychoanalytical Society, Nov.1,1950. In Second Thoughts (1967).
- _____ (1952). Group dynamics: a review. International Journal of Psycho-Analysis, vol.33: , Reprinted in M. Klein, P. Heimann & R. Money-Kyrle (editors). New Directions in Psychoanalysis (pp.440-477). Tavistock Publications, London, 1955. Reprinted in Experiences in Groups (1961).
- _____ (1954). Notes on the theory of schizophrenia. Read in the Symposium "The Psychology of Schizophrenia" at the 18th International psycho-analytical congress, London, 1953 International Journal of Psycho-Analysis, vol.35: . Reprinted in Second Thoughts (1967).
- _____ (1955a) The Development of Schizophrenic Thought, International Journal of Psycho-Analysis, vol.37: . Reprinted in Second Thoughts (1967).
- _____ (1955b) Language and the schizophrenic, in M. Klein, P. Heimann and R. Money-Kyrle (editors). New Directions in Psychoanalysis (pp.220 - 239).Tavistock Publications, London, 1955.
- _____ (1957a). The differentiation of the psychotic from the non-psychotic personalities, International Journal of Psycho-Analysis, vol.38: . Reprinted in Second Thoughts (1967).
- _____ (1957b). On Arrogance, 20th International Congress of Psycho-Analysis, Paris, in Second Thoughts (1967).
- _____ (1958). On Hallucination, International Journal of Psycho-Analysis,vol.39, part 5: . Reprinted in Second Thoughts (1967).
- _____ (1959). Attacks on linking, International Journal of Psycho-Analysis, vol.40: . Reprinted in Second Thoughts (1967).
- _____ (1961). Experiences in Groups, London: Tavistock. Disponível no Google Books em Es
- _____ (1962a). A theory of thinking, International Journal of Psycho-Analysis, vol.43: . Reprinted in Second Thoughts (1967).
- _____ (1962b). Learning from Experience London: William Heinemann. [Reprinted London: Karnac Books,]. Reprinted in Seven Servants (1977e).
- _____ (1963). Elements of Psycho-Analysis, London: William Heinemann. [Reprinted London: Karnac Books]. Reprinted in Seven Servants (1977e).
- _____ (1965). Transformations. London: William Heinemann [Reprinted London: Karnac Books 1984]. Reprinted in Seven Servants (1977e).
- _____ (1966). Catastrophic change, Bulletin of The British Psychoanalytical Society, 1966, N°5.
- _____ (1967a). Second Thoughts, London: William Heinemann. [Reprinted London: Karnac Books 1984].
- _____ (1967b). Notes on memory and desire, Psycho-analytic Forum, vol. II n° 3 (pp.271 - 280). [reprinted in E. Bott Spillius (Ed.). Melanie Klein Today Vol. 2 Mainly Practice (pp. 17-21) London: Routledge 1988].
- _____(1970). Attention and Interpretation. London: Tavistock Publications. [Reprinted London: Karnac Books 1984]. Reprinted in Seven Servants (1977e).
- _____. (1973). Bion's Brazilian Lectures 1. Rio de Janeiro: Imago Editora. [Reprinted in one volume London: Karnac Books 1990].
- _____ (1974). Bion's Brazilian Lectures 2. Rio de Janeiro: Imago Editora. [Reprinted in one volume London: Karnac Books 1990].
- _____. (1975). A Memoir of the Future, Book 1 The Dream. Rio de Janeiro: Imago Editora. [Reprinted in one volume with Books 2 and 3 and ‘The Key’ London: Karnac Books 1991].
- _____ (1976a). Evidence. Bulletin British Psycho-Analytical Society N° 8, 1976. Reprinted in Clinical Seminars and Four Papers (1987).
- _____. (1976b). Interview, with A.G.Banet jr., Group and Organisation Studies, vol.1 No.3 (pp.268 - 285). September 1976.
- _____. (1977a). A Memoir of the Future, Book 2 The Past Presented. Rio de Janeiro: Imago Editora. [Reprinted in one volume with Books 1 and 3 and ‘The Key’ London: Karnac Books 1991].
- _____. (1977b). Two Papers: The Grid and Caesura. Rio de Janeiro: Imago Editora. [Reprinted London: Karnac Books 1989].
- _____ (1977c). On a Quotation from Freud, in Borderline Personality Disorders, New York: International University Press. Reprinted in Clinical Seminars and Four Papers(1987). [Reprinted in Clinical Seminars and Other Works. London: Karnac Books, 1994].
- _____ (1977d). Emotional Turbulence, in Borderline Personality Disorders, New York: International University Press. Reprinted in Clinical Seminars and Four Papers(1987). [Reprinted in Clinical Seminars and Other Works. London: Karnac Books, 1994].
- _____ (1977e). Seven Servants. New York: Jason Aronson inc. (includes Elements of Psychoanalysis, Learning from Experience, Transformations, Attention and Interpretation).
- _____. (1978). Four Discussions with W.R. Bion. Perthshire: Clunie Press. [Reprinted in Clinical Seminars and Other Works. London: Karnac Books, 1994].
- _____. (1979a). Making the best of a Bad Job. Bulletin British Psycho-Analytical Society, February 1979. Reprinted in Clinical Seminars and Four Papers (1987). [Reprinted in Clinical Seminars and Other Works. London: Karnac Books, 1994].
- _____. (1979b). A Memoir of the Future, Book 3 The Dawn of Oblivion. Rio de Janeiro: Imago Editora. [Reprinted in one volume with Books 1 and 2 and ‘The Key’ London: Karnac Books 1991].
- _____. (1980). Bion in New York and Sào Paolo. (Edited by F.Bion). Perthshire: Clunie Press.
- _____. (1981). A Key to A Memoir of the Future. (Edited by F.Bion). Perthshire: Clunie Press. [Reprinted in one volume London: Karnac Books 1991].
- _____. (1982).). The Long Weekend: 1897-1919 (Part of a Life). (Edited by F.Bion). Abingdon: The Fleetwood Press.
- _____. (1985). All My Sins Remembered (Another part of a Life) and The Other Side of Genius: Family Letters. (Edited by F.Bion). Abingdon: The Fleetwood Press.
- _____. (1985). Seminari Italiani. (Edited by F.Bion). Roma: Borla.
- _____. (1987). Clinical Seminars and Four Papers, (Edited by F.Bion). Abingdon: Fleetwood Press. [Reprinted in Clinical Seminars and Other Works. London: Karnac Books, 1994].
- _____. (1992). Cogitations. (Edited by F.Bion). London: Karnac Books.
- _____. (1997a). Taming Wild Thoughts. (Edited by F.Bion). London: Karnac Books.
- _____. (1997b). War Memoirs 1917 - 1919. (Edited by F.Bion). London: Karnac Books.
- _____. (1999). Seminar held in Paris, July 10th 1978. Transcribed by Francesca Bion Sept.